# Méba-Mickaël Zézé
Méba-Mickaël Zézé (Saint-Aubin-lès-Elbeuf, 19 maggio 1994) è un velocista francese.

## Biografia
È fratello maggiore del velocista Ryan Zézé.
Ha vinto la medaglia d'argento agli europei di Amsterdam 2016 nella staffetta 4×100 metri, corsa con i connazionali Marvin René, Stuart Dutamby e Jimmy Vicaut. Ha rappresentato la Francia ai Giochi olimpici di Rio de Janeiro 2016.

## Palmarès
| Anno | Manifestazione           | Sede           | Evento         | Risultato  | Prestazione | Note                                     |
| ---- | ------------------------ | -------------- | -------------- | ---------- | ----------- | ---------------------------------------- |
| 2011 | Mondiali U18             | Lilla          | 100 m piani    | Bronzo     | 10"57       |                                          |
| 2011 | Mondiali U18             | Lilla          | 200 m piani    | 5º         | 21"30       |                                          |
| 2011 | Mondiali U18             | Lilla          | Staff. svedese | Bronzo     | 1'51"81     | Miglior prestazione personale            |
| 2013 | Mondiali                 | Mosca          | 4×100 m        | Batteria   | 38"97       |                                          |
| 2013 | Giochi della Francofonia | Nizza          | 200 m piani    | 5º         | 21"56       |                                          |
| 2013 | Giochi della Francofonia | Nizza          | 4×100 m        | Argento    | 39"36       |                                          |
| 2015 | Europei U23              | Tallinn        | 4×100 m        | Oro        | 39"36       |                                          |
| 2016 | Europei                  | Amsterdam      | 200 m piani    | Semifinale | 20"81       |                                          |
| 2016 | Europei                  | Amsterdam      | 4×100 m        | Argento    | 38"38       |                                          |
| 2016 | Giochi olimpici          | Rio de Janeiro | 4×100 m        | Batteria   | 38"35       | Miglior prestazione personale stagionale |
| 2017 | World Relays             | Nassau         | 4×100 m        | 5º         | 39"83       |                                          |
| 2017 | Mondiali                 | Londra         | 4×100 m        | 5º         | 38"48       |                                          |
| 2018 | Giochi del Mediterraneo  | Tarragona      | 200 m piani    | Bronzo     | 20"78       |                                          |
| 2018 | Europei                  | Berlino        | 200 m piani    | Semifinale | 20"49       | Miglior prestazione personale stagionale |
| 2018 | Europei                  | Berlino        | 4×100 m        | 4º         | 38"51       |                                          |
| 2019 | World Relays             | Yokohama       | 4×100 m        | 5º         | 38"31       | Miglior prestazione personale stagionale |
| 2021 | World Relays             | Chorzów        | 4×100 m        | Batteria   | 39"08       |                                          |
| 2021 | Giochi olimpici          | Tokyo          | 4×100 m        | Batteria   | 38"18       |                                          |
| 2022 | Mondiali                 | Eugene         | 4×100 m        | Finale     | dq          |                                          |
| 2022 | Europei                  | Monaco         | 100 m piani    | Semifinale | 10"21       |                                          |
| 2022 | Europei                  | Monaco         | 200 m piani    | Semifinale | 20"47       |                                          |
| 2022 | Europei                  | Monaco         | 4×100 m        | Argento    | 37"94       | Miglior prestazione personale stagionale |
| 2023 | Europei indoor           | Istanbul       | 60 m piani     | Semifinale | 6"64        |                                          |
| 2023 | Mondiali                 | Budapest       | 4x100 m        | 6º         | 38"06       |                                          |
| 2024 | World Relays             | Nassau         | 4x100 m        | Bronzo     | 38"44       |                                          |
| 2024 | Europei                  | Roma           | 100 m piani    | Batteria   | dq          |                                          |
| 2024 | Giochi olimpici          | Parigi         | 4×100 m        | 6º         | 37"81       |                                          |